# Anthocoris kalopanacis
Anthocoris kalopanacis – gatunek pluskwiaka z podrzędu różnoskrzydłych i rodziny dziubałkowatych.
Gatunek ten opisany został po raz pierwszy w 1977 roku przez Izjasława Kierżnera. Jako miejsce typowe wskazano Kunaszyr w archipelagu Wysp Kurylskich.
Pluskwiak o podługowato-owalnym ciele długości od 4 do 4,5 mm. Głowa jest błyszcząco czarna i ma całkowicie czarne czułki zbudowane z czterech podobnych szerokością i owłosieniem członów. Długość szczecinek na członach trzecim i czwartym jest mniejsza niż dwukrotność średnicy tych członów. Trójczłonowa, zakrzywiona kłujka w spoczynku nie sięga poza biodra przedniej pary. Lśniąco czarne, trapezowate przedplecze ma na przedzie obrączkę apikalną w całości wysuniętą przed kąty przednie. Trójkątna tarczka również jest lśniąco czarna. Półpokrywy są matowe z wyjątkiem lśniących zewnętrznej części klinika i egzokorium. Barwa półpokryw jest czarna z niewielką, białawą kropką, zlokalizowaną na zakrywce przy wierzchołku klinika. Odnóża są jednolicie czarne. Wszystkie pary odnóży mają trójczłonowe stopy. Odnóża tylnej pary niemal stykają się biodrami. Zatułów ma krawędź tylną trójkątną. Kanaliki wyprowadzające gruczołów zapachowych zatułowia są proste.
Owad ten bytuje na korze kolcosiła drzewiastego. Zarówno larwy, jak i owady dorosłe są drapieżnikami żerującymi na mszycach oraz innych małych bezkręgowcach, ich larwach i jajach.
Gatunek palearktyczny, endemiczny dla dalekowschodniej części Rosji, znany wyłącznie z południowych Wysp Kurylskich i rejonu chasańskiego na południu Kraju Nadmorskiego.